# Ermita de la Concepción (Iniesta)
La ermita de la Concepción, actualmente Museo Arqueológico de Iniesta (Provincia de Cuenca, España) data del siglo XVI
Se trata de un recinto de origen religioso perteneciente a un antiguo convento que en su decorrer histórico ha sido, además de ermita, sede de sindicato obrero en la última guerra civil, granero en la posguerra, almacén de champiñón hasta hace pocos años, centro cultural, hasta la actualidad destinada a museo. Mantiene su techumbre original de madera, llamada de espiga.
- Datos: Q5836466